# 타네다 리사
타네다 리사(일본어: 種田 梨沙 たねだ りさ[*], 1988년 7월 12일 ~ )는 일본의 성우이다.

## 출연작

### 극장판 애니메이션
- 《경계의 저편 : I'LL BE HERE 미래편》 (2015년) - 쿠리야마 미라이 역
- 《경계의 저편 : I'LL BE HERE 과거편》 (2015년) - 쿠리야마 미라이 역
- 《금빛 모자이크: 프리티 데이즈》 (2016년) - 아야 역

### TV 애니메이션
- 《롤링걸즈》 (2015년, 일본 mbs) - 히비키 아이 역
- 《공전마도사 후보생의 교관》 (2015년, 토쿄 MXTV) - 유리 프로스톨 역
- 《GATE(게이트) - 자위대, 그의 땅에서, 이처럼 싸우며》 (2015년, 토쿄 MXTV) - 로우리 머큐리 역
- 《4월은 너의 거짓말》 (2014년, 후지TV) - 미야조노 카오리 역
- 《주문은 토끼입니까?》 (2014년, 토쿄 MXTV) - 테데자 리제 역
- 《극흑의 브륜힐데》 (2014년, 토쿄 MXTV)
- 《트리니티 세븐》 (2014년, 도쿄TV) - 히비키 아이 역
- 《유유시키》 (2013년, 토쿄 MXTV)
- 《내 여자친구와 소꿉친구가 완전 수라장》 (2013년, 토쿄 MXTV)
- 《금빛 모자이크 1기》 (2013년, AT-X) - 코미치 아야 역
- 《하이스쿨 DxD 2기》 (2013년, AT-X) - 제노비아 역
- 《스트라이크 더 블러드》 (2013년, AT-X) - 히메라기 유키나 역
- 《사랑한다고 말해》 (2012년, 토쿄 MXTV)
- 《신세계에서》 (2012년, 아사히TV) - 와타나베 사키 역
- 《아이돌 마스터》 (2014년, Aniplex)- 타나카 코토하 역